# Aston Martin DBR9
Chronologie des modèles
Aucun Aucun
L'Aston Martin DBR9 est une voiture de course  conçue par Aston Martin Racing et apparue en 2005. Le nom DBR9 est dérivé de la DBR1 qui remporta les 24 Heures du Mans et le Championnat du monde des voitures de sport en 1959 sous les couleurs de l'écurie David Brown Racing Dept. C'est la version de course de l'Aston Martin DB9.

## Technique
Dans un souci de légèreté, la carrosserie de la DBR9 est composée de matériaux composites en fibre de carbone. Celle-ci reprend la forme globale de celle de la DB9 mais la rend plus aérodynamique avec un aileron en fibre de carbone et un fond entièrement plat de l'avant jusqu'au diffuseur arrière.
La DBR9 reprend le bloc moteur et les culasses du V12 de 6,0 L de la voiture de route dont elle est issue. Celui-ci développe à présent une puissance de 575 chevaux, soit 99 de plus que celui d'origine, à 5 750 tr/min et 700 N m de couple. La cylindrée totale reste de 5 993 cm3 et le nombre de chevaux par litre se rapproche de 100. Le 0 à 100 km/h se fait en 3,4 secondes. La transmission de la DBR9 se fait aux roues arrière par l'intermédiaire d'une boîte de vitesses séquentielle X-trac à 6 rapports.
Le châssis en aluminium est devenu plus rigide que celui de la DB9. La DBR9 dispose aussi des mêmes suspensions et ses freins sont à présent entièrement en carbone.
La DBR9 009 remporta une première victoire historique, celle de la Catégorie GT1 aux 24 heures du Mans en 2007, une première victoire pour Aston Martin aux 24 heures du Mans depuis la mythique DBR1. Aston Martin avait également fait courir une DBR9 007, en l'honneur de James Bond. La marque britannique récidiva en 2008 avec une deuxième victoire consécutive dans la catégorie GT1.

### Héritage et Apports de la DBR9 sur les voitures de route de Aston Martin
Afin de commémorer la mythique victoire de 2007, Aston Martin présenta une édition très limité de la DB9, la DB9 LM (Le Mans), alors prévue pour 124 exemplaires dans le monde. Outre sa couleur unique et inédite, l'argent de Sarthe, en l'honneur du nom du circuit où se tiennent les 24 heures du Mans, la DB9 LM était équipée pour la première fois des feux arrière transparents de la DBS, du Pack Sport, de jantes spécifiques, et d'autres éléments esthétiques uniques, dont un intérieur spécifique avec des surpiqures rouges et la console centrale peinte en rouge de tertre. Chaque voiture était individuellement numérotée et est aujourd'hui très recherchée. De plus, fin 2007, Aston Martin présenta une autre voiture spéciale à diffusion très limitée, la DBS, voiture officielle de James Bond dans Casino Royale et Quantum of Solace. Contrairement à la DB9 LM, qui n'apportait que des modifications esthétiques ultra-exclusives, la DBS, avait plusieurs éléments inspirés de la DBR9 et de la technologie de course. Ainsi, contrairement à la DB9, plusieurs de ses panneaux étaient en fibre de carbone, en plus d'une hausse substantielle de la puissance du moteur V12, sans parler d'un kit de carrosserie qui lui était spécifique.

## Galerie

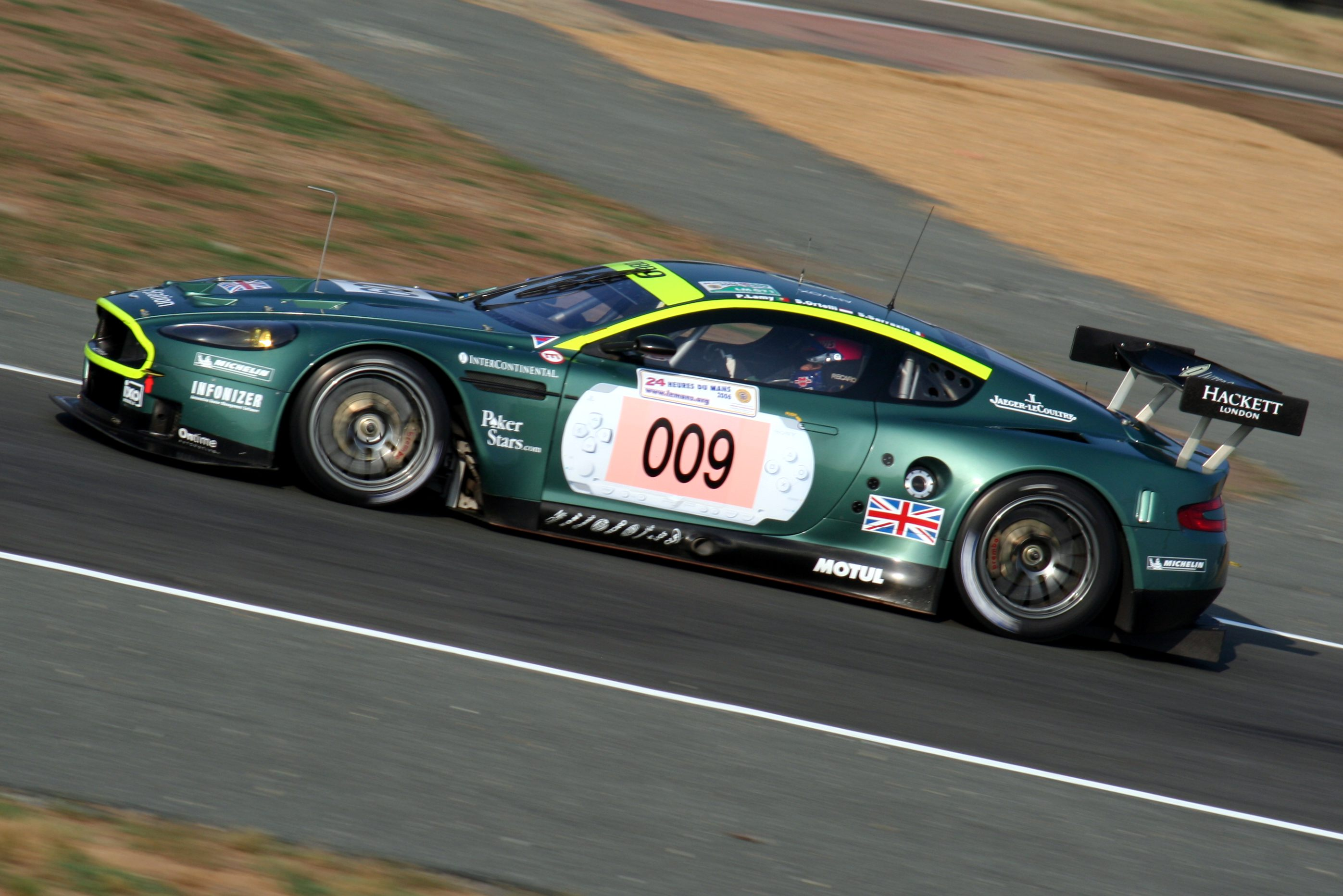
Essais qualificatifs, 24 heures du Mans 2006, 15 juin 2006.
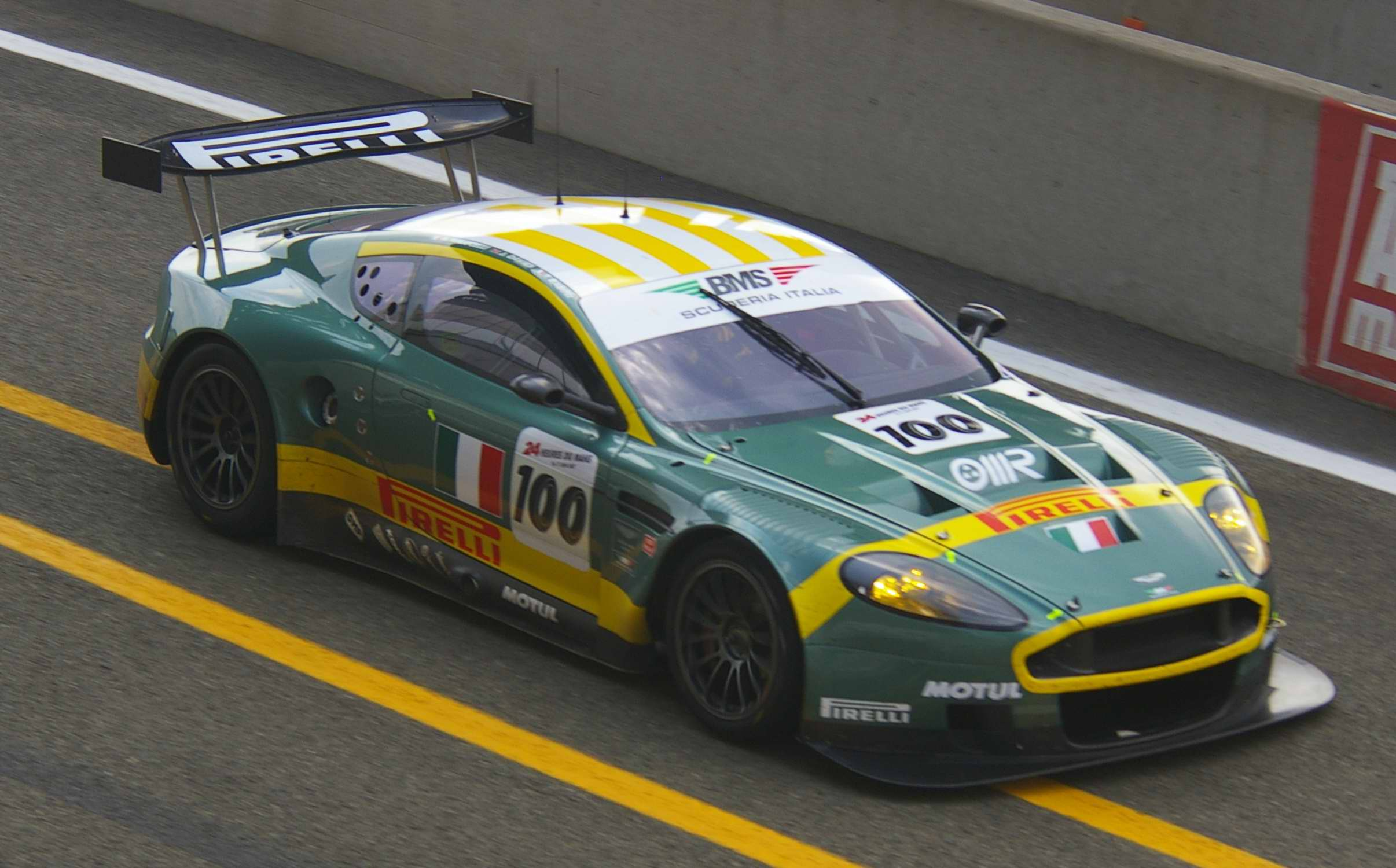
DBR9 de l'écurie BMS Scuderia Italia à la journée test du Mans en juin 2007.
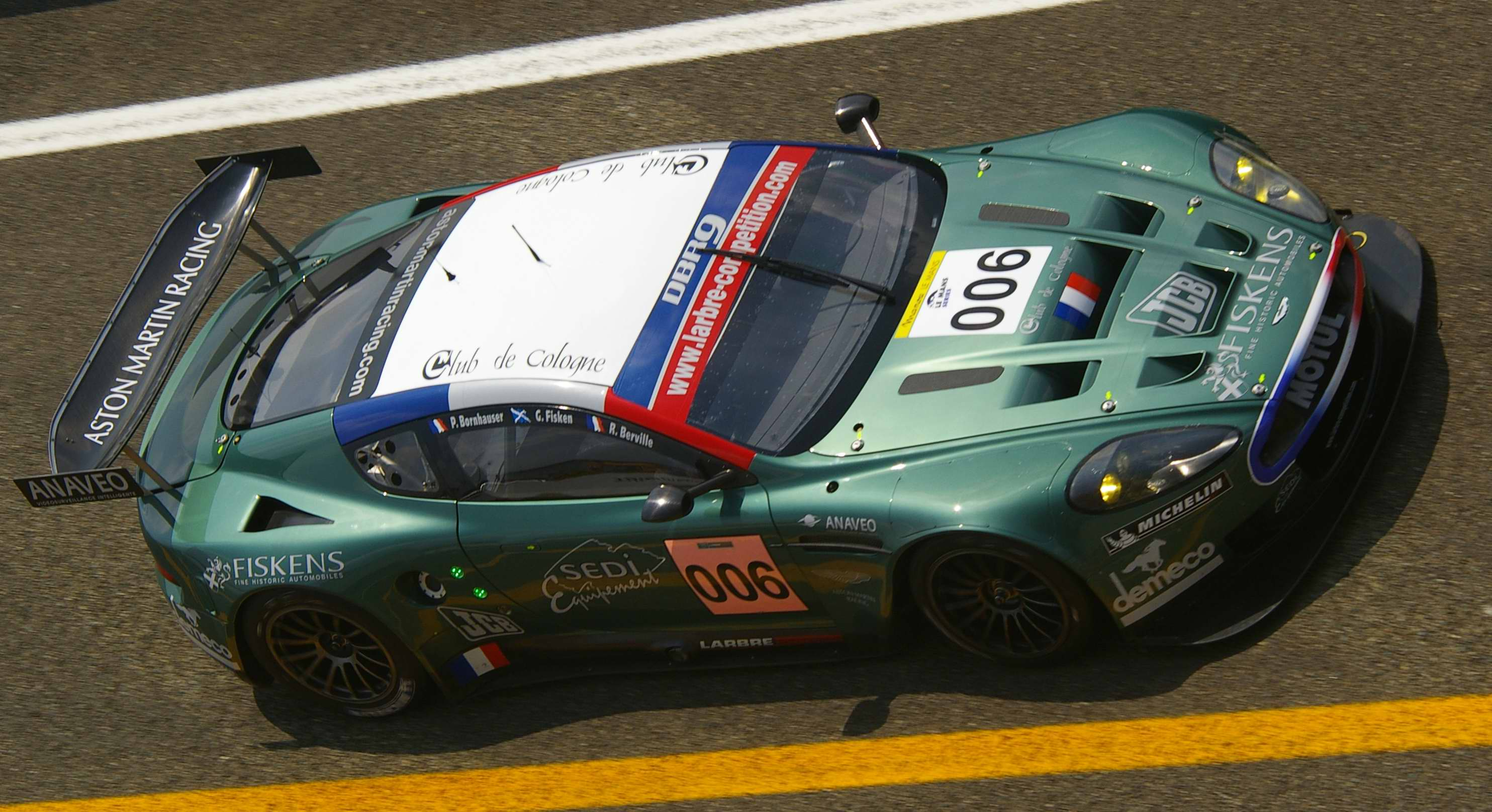
L'Aston Martin de Larbre Compétition entre dans les stands pendant la journée test le 3 juin 2007.
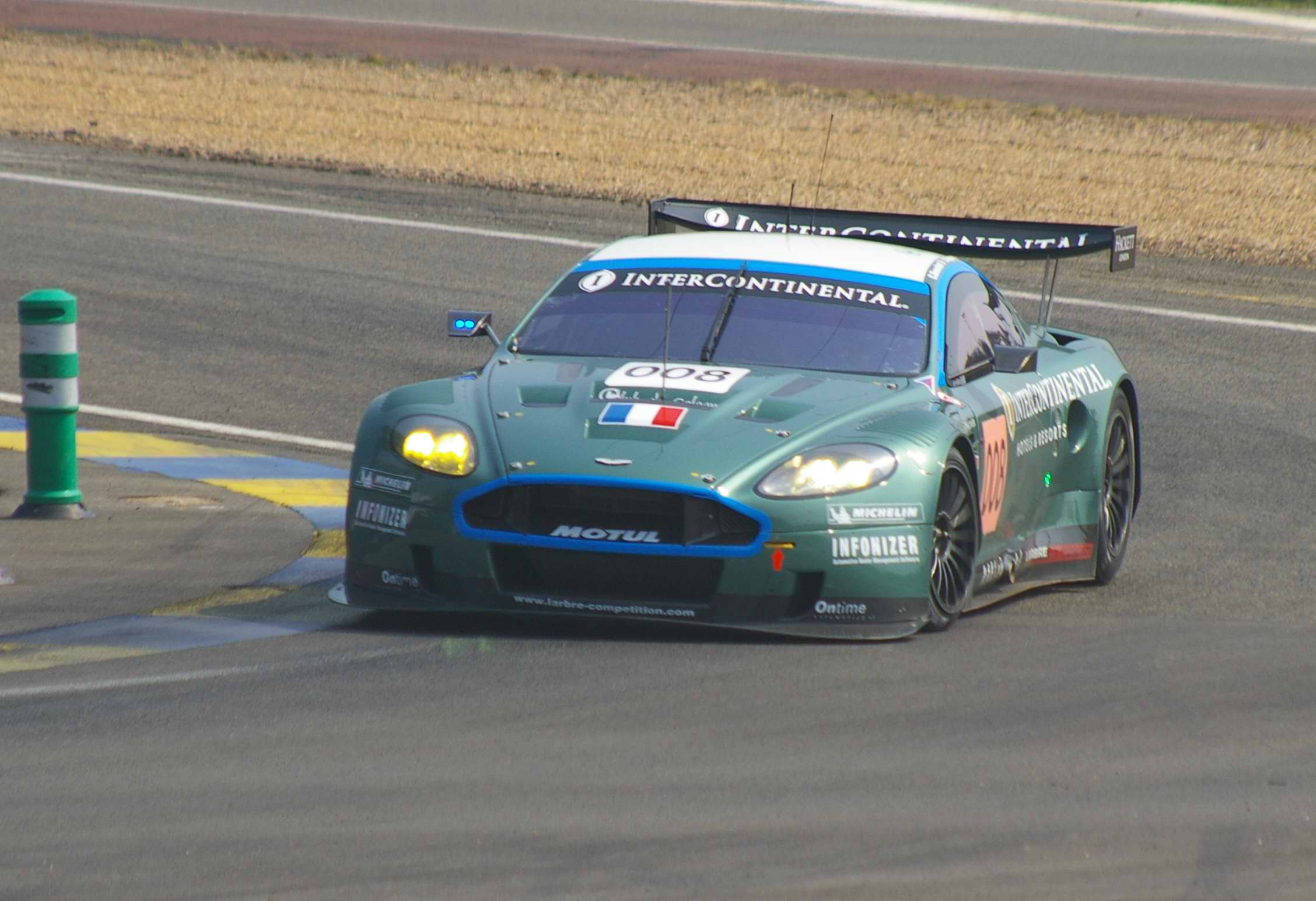
Au virage de Mulsanne, toujours lors de la journée test des 24 heures du Mans 2007.
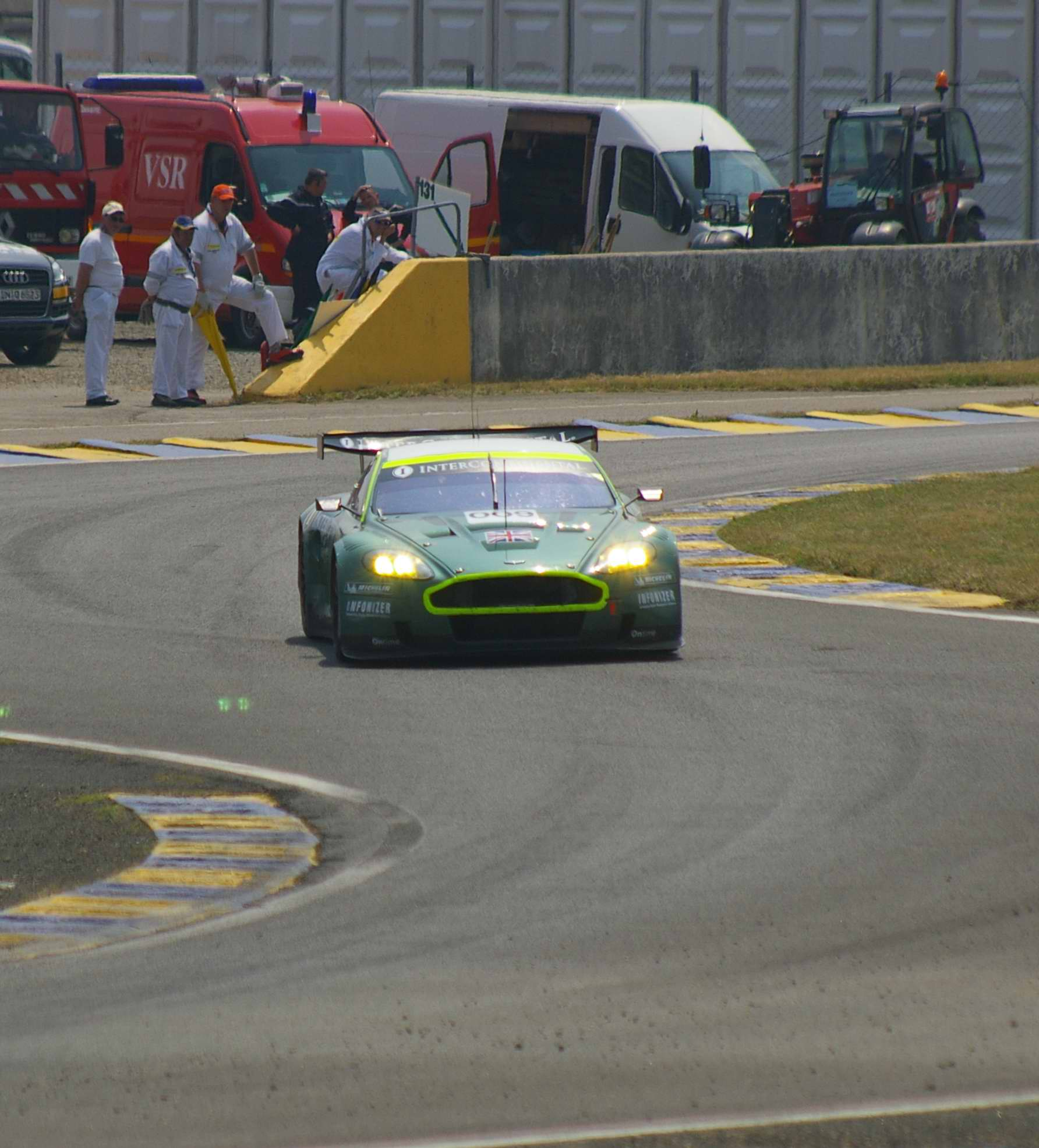
L'entrée dans les S Ford pour l'équipe officielle : Aston Martin Racing, 3 juin 2007, Le Mans.
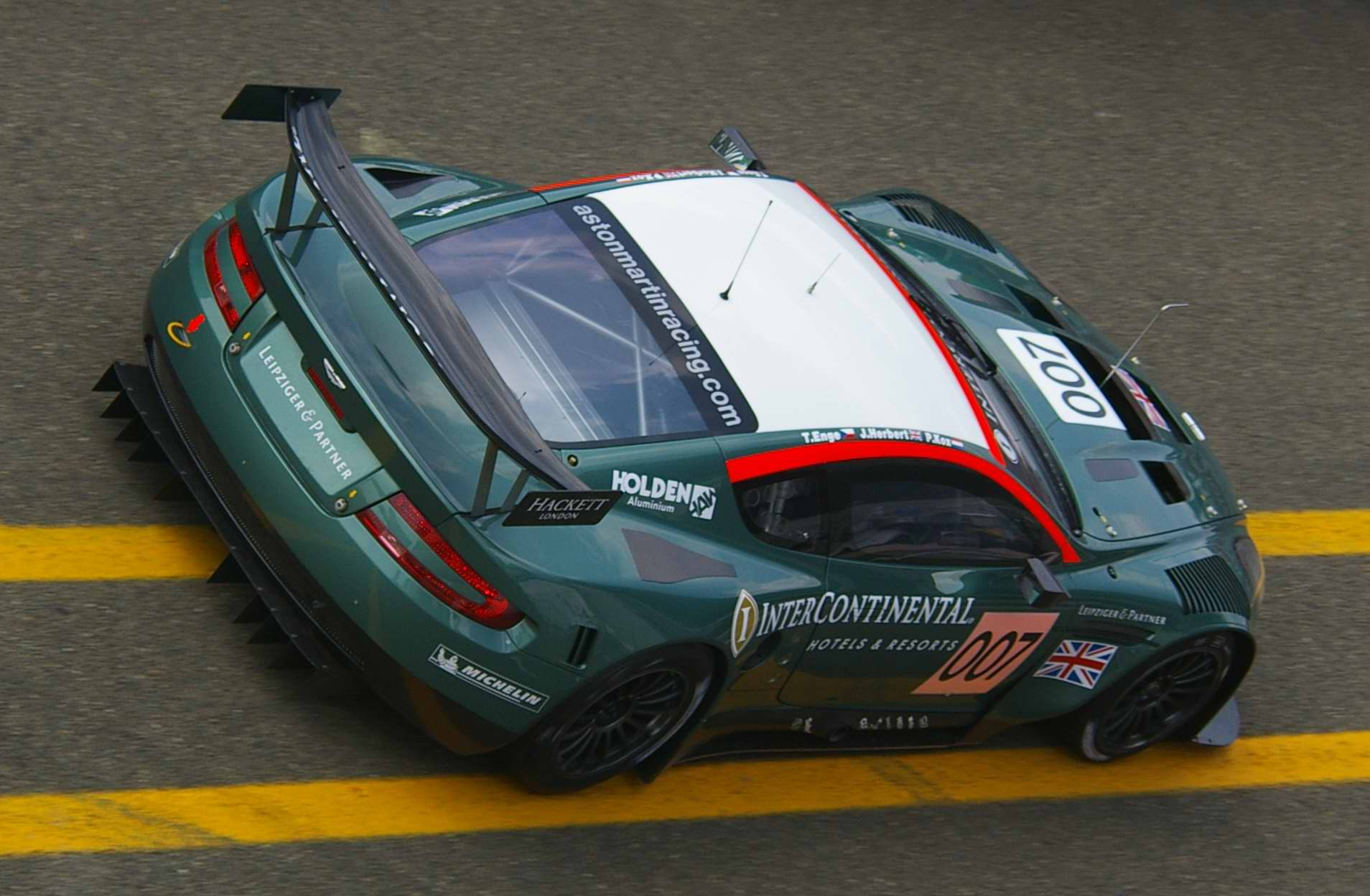
Retour dans les stands, 3 juin 2007, Le Mans.
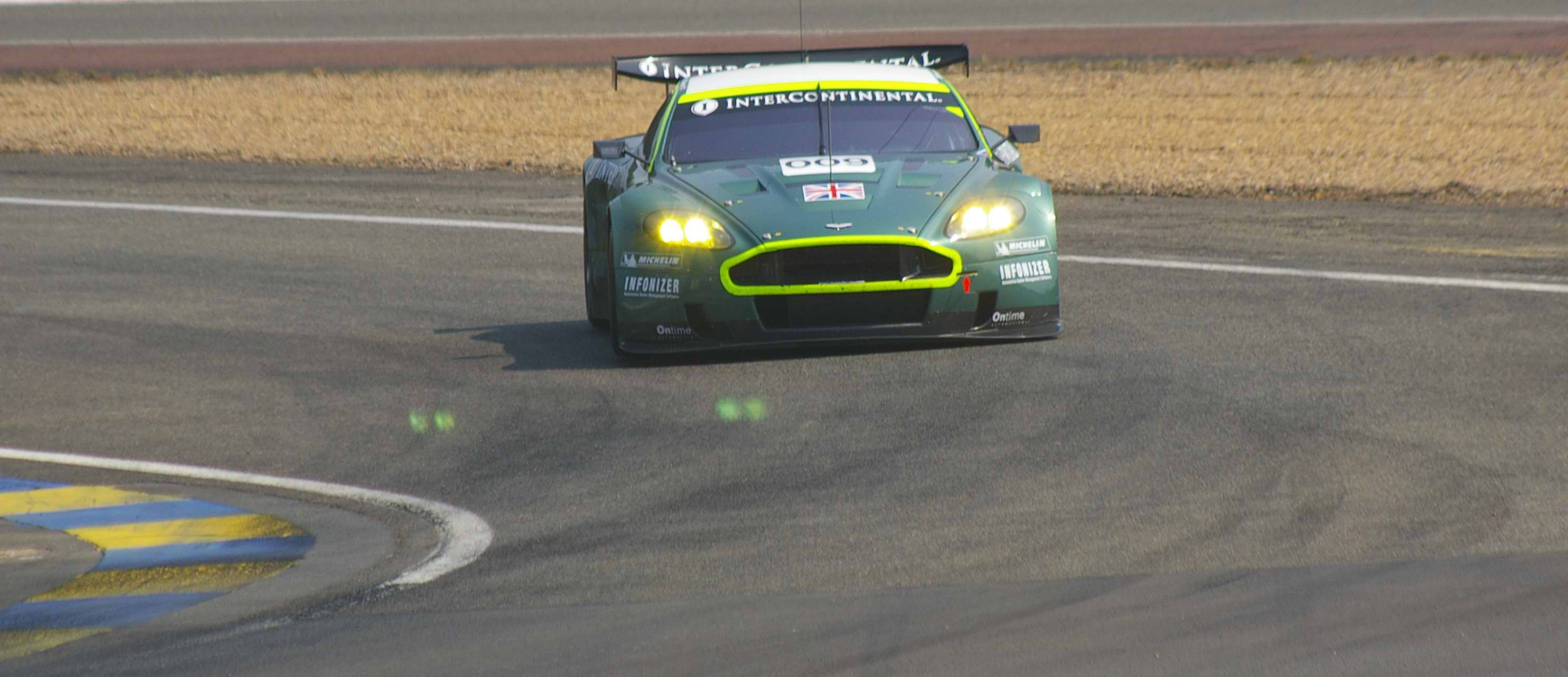
Freinage de Mulsanne, 3 juin 2007, Le Mans.
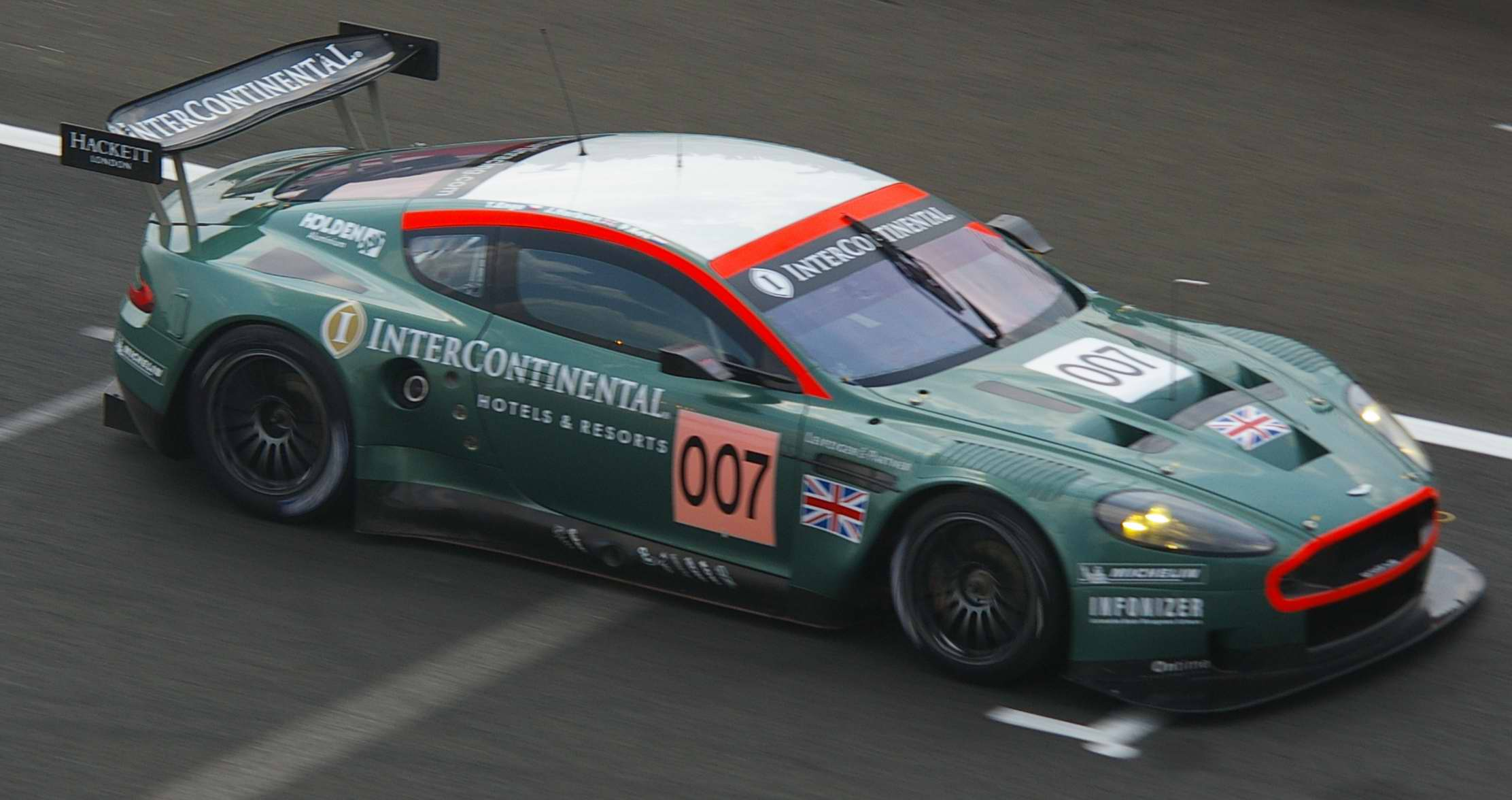
Ligne droite des stands, 3 juin 2007, Le Mans.